# Cyclops piscinus
Cyclops piscinus is een eenoogkreeftjessoort uit de familie Cyclopidae. De wetenschappelijke naam werd in 1761 gepubliceerd door Carl Linnaeus.